# أندرو (كاهن)
أندرو (بالأوكرانية: Андрій Пешко)‏ هو كاهن أوكراني، ولد في 27 أبريل 1972 في Griada ‏ في أوكرانيا.